# Großsteingrab Hilter
Das Großsteingrab Hilter ist eine Grabanlage der jungsteinzeitlichen Trichterbecherkultur in der Gemeinde Hilter am Teutoburger Wald im Landkreis Osnabrück in Niedersachsen.

## Lage
Das Grab liegt im Norden von Hilter, östlich der Straße Zum Schoppenbusch und südlich des Rankenbachs.

## Beschreibung
Das wohl bereits im 19. Jahrhundert stark zerstörte Grab wurde erstmals 1902 entdeckt und wissenschaftlich untersucht. Die Reste der Anlage wurden zufällig beim Anlegen einer Grube entdeckt. Daraufhin erfolgte eine Ausgrabung unter Friedrich Knoke. Hierbei wurden neben Skelettresten und Keramikscherben auch Knochenpfrieme und ein gelochtes Kupferband entdeckt. Knoke machte in seinem Grabungsbericht allerdings keine genauen Ortsangaben, so dass das Grab zunächst nicht mehr genau lokalisiert werden konnte. Erst 1982 wurde es wiederentdeckt, woraufhin 1983 eine erneute Grabung und eine anschließende Rekonstruktion erfolgten. Aus der Grabung ging hervor, dass die Anlage ost-westlich orientiert und trapezförmig war. Die Länge betrug 15 m, die Breite lag zwischen 2,7 m und 4 m. Die Architektur des Grabes ist recht ungewöhnlich. Seine Wände bestanden, wie bei den nordischen Megalithgräbern üblich, aus Findlingen und Zwischenmauerwerk. Von diesen Findlingen waren noch acht erhalten. Im Ostteil befand sich aber eine Querreihe aus vier abgebrochenen Kalksteinplatten, die das Innere des Grabes in eine Vor- und Hauptkammer untergliederte. Ein solches Architekturelement ist eher typisch für die Galeriegräber der hessisch-westfälischen Megalithik. Die Anlage in Hilter stellt somit eine Misch- oder Übergangsform zwischen den nordischen Ganggräbern und den weiter südlich vorkommenden Galeriegräbern dar. Der Boden der Grabkammer war mit Kalksteinplatten gepflastert. Einige Pfostengruben wiesen zudem auf vergangene hölzerne Stützpfosten für die Decke hin. Von der Decke selbst war nichts erhalten, sie bestand möglicherweise aus Kalktuffplatten oder aus Holz. Das Fundspektrum der zweiten Grabung umfasste weitere Skelettreste, Keramik, Schmuck aus Tierzähnen und Pfeilspitzen. Mit Hilfe der Keramik konnte das Grab relativ genau in den Zeitraum zwischen 2550 und 2400 v. Chr. datiert werden.
Nach der Grabung erfolgte etwa 300 m vom ursprünglichen Standort entfernt eine Rekonstruktion der Anlage, wobei aber stark vom Grabungsbefund abgewichen wurde und nur wenig originale Bausubstanz zum Einsatz kam. So wurden etwa für das Bodenpflaster Bruchsteinplatten und für das Zwischenmauerwerk Feldsteine verwendet. Beides wurde mit Zementmörtel fixiert.